# Сариозецький сільський округ (Осакаровський район)
Сариозе́цький сільський округ (каз. Сарыөзек ауылдық округі, рос. Сарыозекский сельский округ) — адміністративна одиниця у складі Осакаровського району Карагандинської області Казахстану. Адміністративний центр — село Сариозек.
Населення — 1240 осіб (2021; 1916 у 2009, 2190 у 1999, 2561 у 1989).
Станом на 1989 рік існувала Вольська сільська рада (села Вольське, Руська Івановка, Шокай, селище Шокай) ліквідованого Молодіжного району.

## Склад
До складу округу входять такі населені пункти:
| Населений пункт         | Населення, осіб (1989) | Населення, осіб (1999) | Населення, осіб (2009) | Населення, осіб (2021) |
| ----------------------- | ---------------------- | ---------------------- | ---------------------- | ---------------------- |
| Руська Івановка, село   | 344                    | 261                    | 180                    | 111                    |
| Сариозек, село          | 1189                   | 1104                   | 1228                   | 904                    |
| Шокай, село             | 365                    | 272                    | 134                    | 34                     |
| Шокай, станційне селище | 663                    | 553                    | 374                    | 191                    |